# 12565 Khege
12565 Khege è un asteroide della fascia principale. Scoperto nel 1998, presenta un'orbita caratterizzata da un semiasse maggiore pari a 3,1834986 UA e da un'eccentricità di 0,0904422, inclinata di 6,27029° rispetto all'eclittica.
L'asteroide è dedicato all'astronomo statunitense Keith Hege.
L'eponimo era stato erroneamente attribuito al corpo (13366) 1998 US24 per poi essere riassegnato a questo oggetto.